# Berchișești
Berchișești  – wieś w Rumunii, w okręgu Suczawa, w gminie Berchișești. W 2011 roku liczyła 2342 mieszkańców.